# Bim (azienda)
BİM Birleşik Mağazalar A.Ş. (BİM) è un'azienda turca della grande distribuzione organizzata di alimentari e generi di largo consumo del canale discount.
Oltre a circa 10 489 punti vendita in Turchia, l'azienda gestisce anche 687 negozi in Marocco e circa 300 in Egitto.
Fu fondata nel 1995 da un gruppo di investitori capitanato da Cuneyd Zapsu con una dotazione iniziale di 21 negozi hard-discount in tutto il Paese, ispirandosi alla tedesca ALDI. Nel 2000, Zapsu ha venduto le proprie quote alla banca d'investimento Merrill Lynch. Al 2024, il principale azionista è Mustafa Latif Topbaş.